# Malaxis purpureoviridis
Malaxis purpureoviridis är en orkidéart som först beskrevs av Johannes Jacobus Smith, och fick sitt nu gällande namn av S.Thomas, Schuit. och De Vogel. Malaxis purpureoviridis ingår i släktet knottblomstersläktet, och familjen orkidéer.
Artens utbredningsområde är Sulawesi. Inga underarter finns listade i Catalogue of Life.